# La Máquina, Puebla
La Máquina är en ort i Mexiko.   Den ligger i kommunen Francisco Z. Mena och delstaten Puebla, i den sydöstra delen av landet, 190 km nordost om huvudstaden Mexico City. La Máquina ligger 118 meter över havet och antalet invånare är 369.
Terrängen runt La Máquina är kuperad norrut, men söderut är den platt. La Máquina ligger nere i en dal. Runt La Máquina är det ganska tätbefolkat, med 52 invånare per kvadratkilometer. Närmaste större samhälle är La Ceiba, 3,3 km norr om La Máquina. Omgivningarna runt La Máquina är en mosaik av jordbruksmark och naturlig växtlighet.